# جون بي. بيج
جون بي. بيج (بالإنجليزية: John B. Page)‏ هو سياسي أمريكي، ولد في 25 فبراير 1826 في الولايات المتحدة، وتوفي بنفس المكان في 24 أكتوبر 1885. حزبياً، نشط في الحزب الجمهوري. وقد انتخب أمين صندوق الدولة ‏ وانتخب حاكم فيرمونت ‏ (13 أكتوبر 1867 – 15 أكتوبر 1869) وانتخب عضو مجلس نواب فيرمونت.